# فيرسدال
فيرسدال (بالنرويجية: Fyresdal)‏ هي بلدية في مقاطعة تلمارك، النرويج. تعد جزءاً من منطقة غرب تلمارك التقليدية. المركز الإداري للبلدية هي قرية مولاند. أنشئت بلدية مولاند في 1 يناير 1838. وفي عام 1879 غير اسمها إلى فيرسدال.

## معرض صور

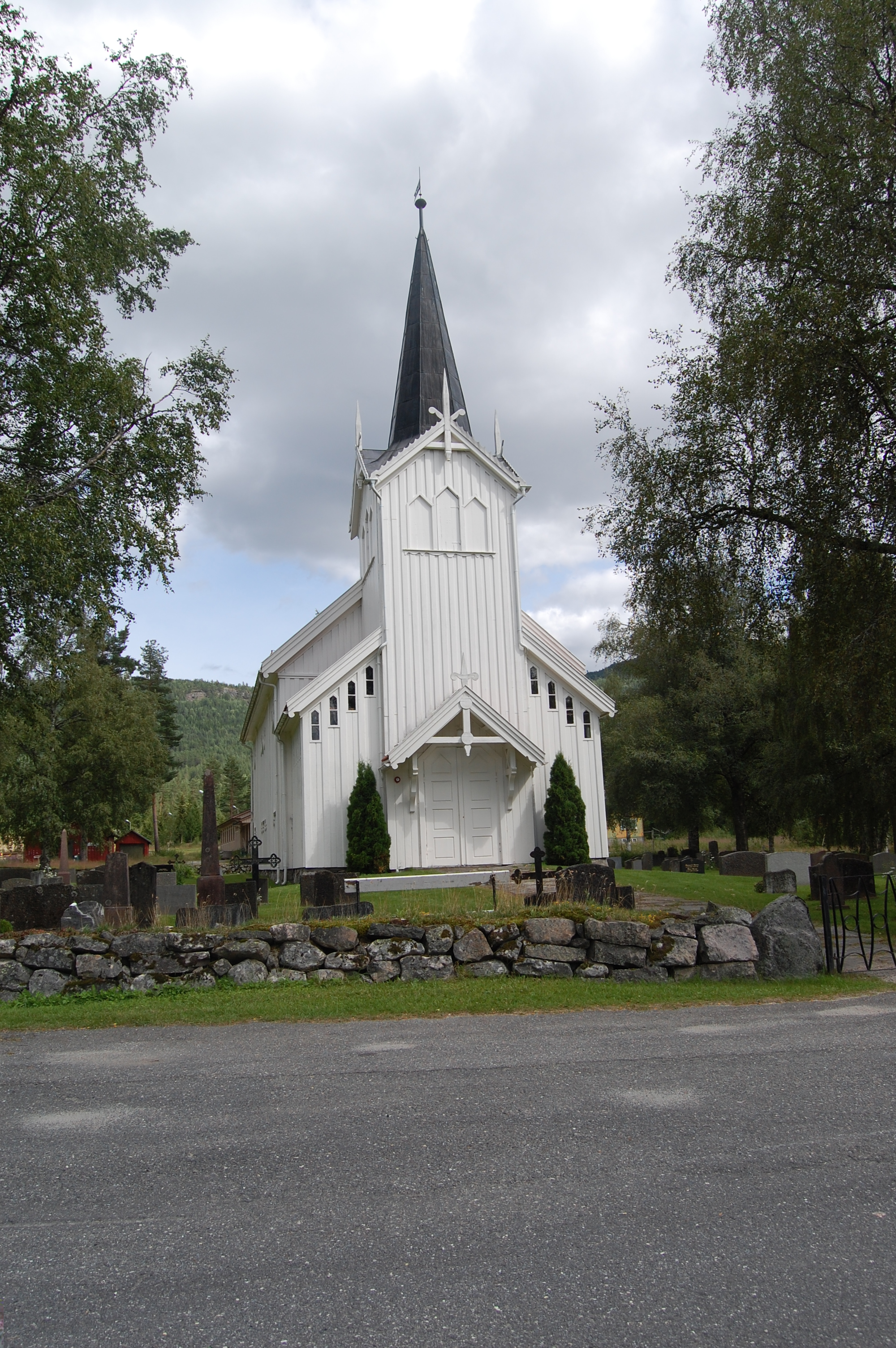
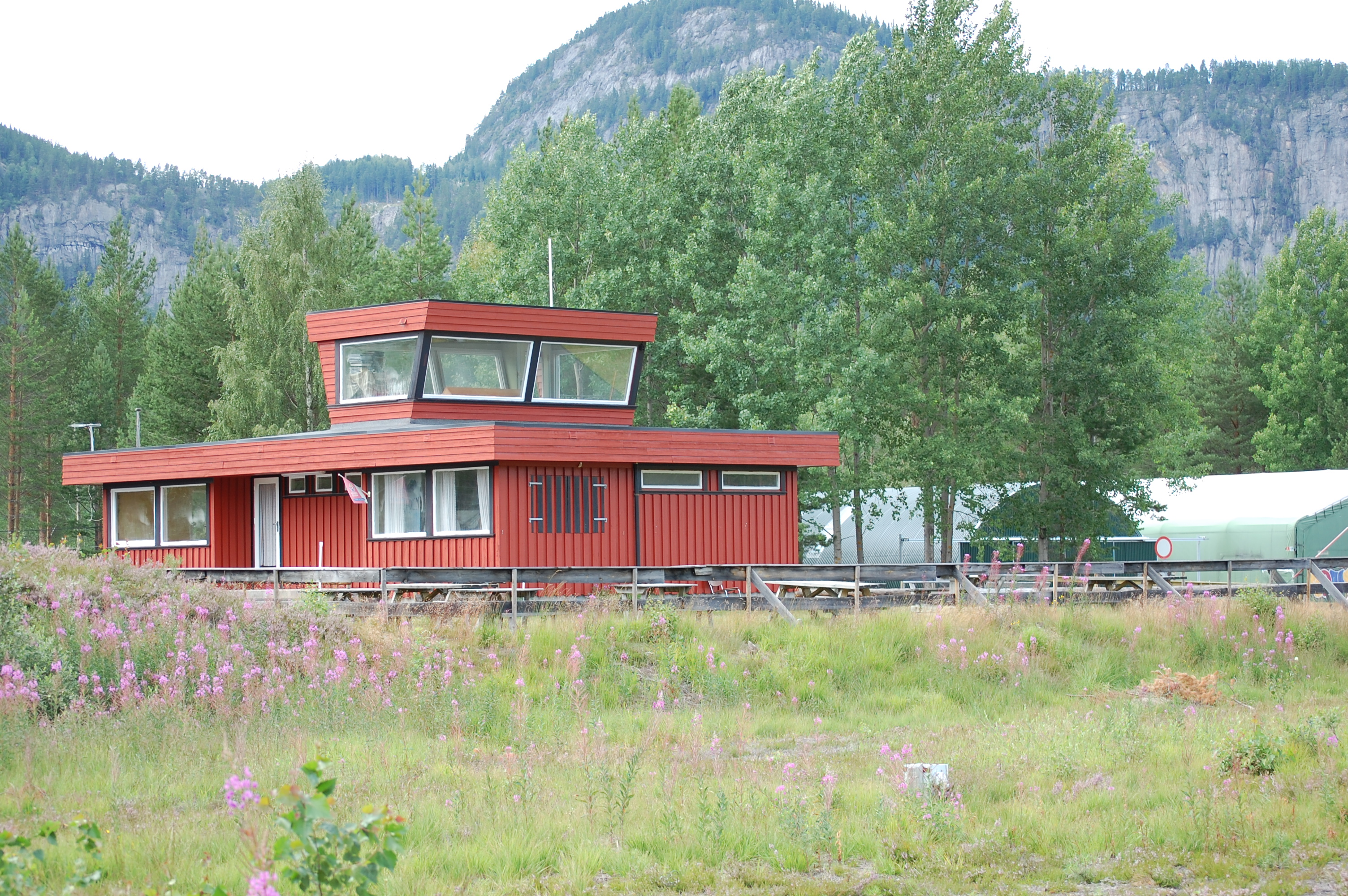
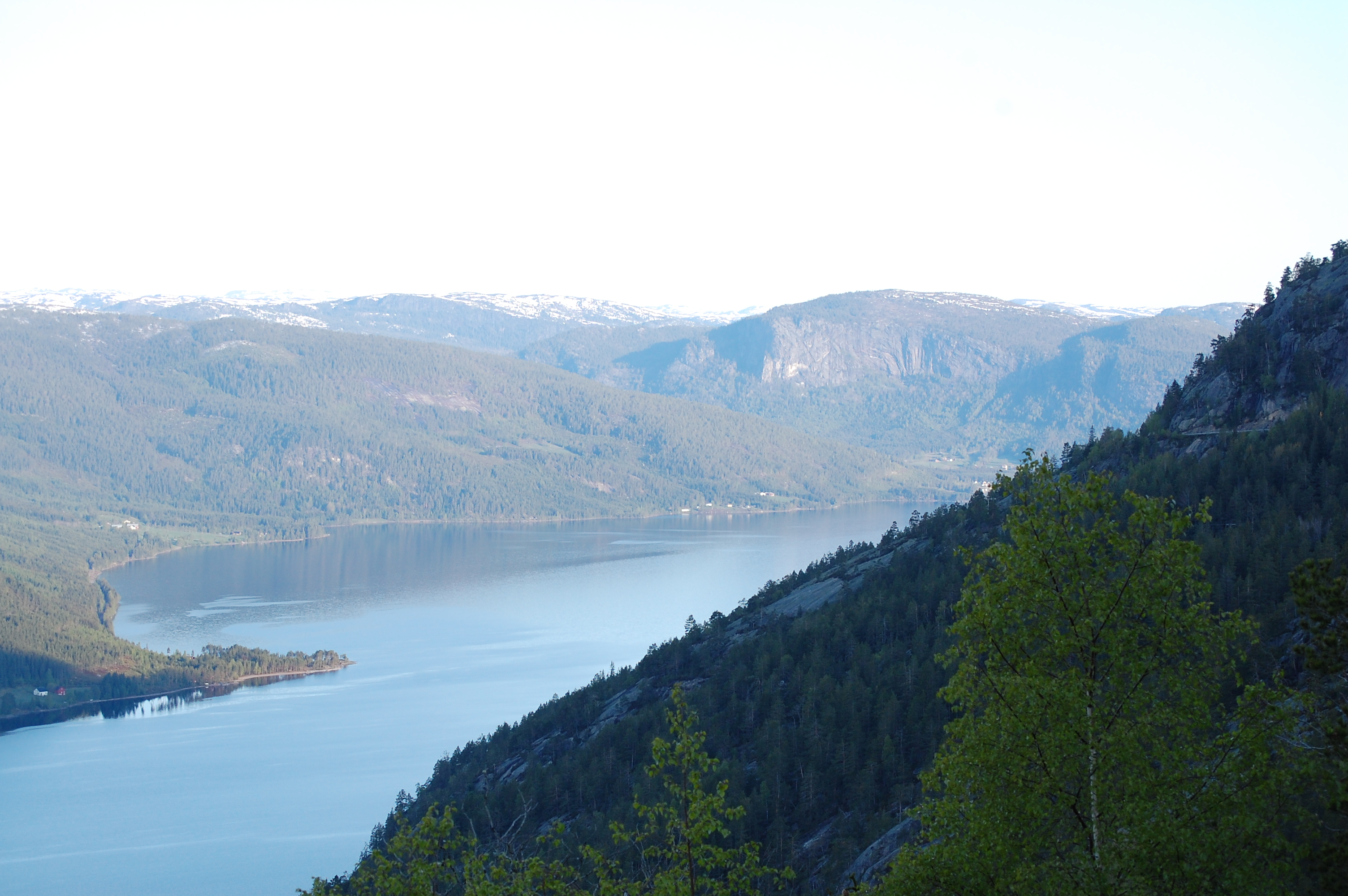
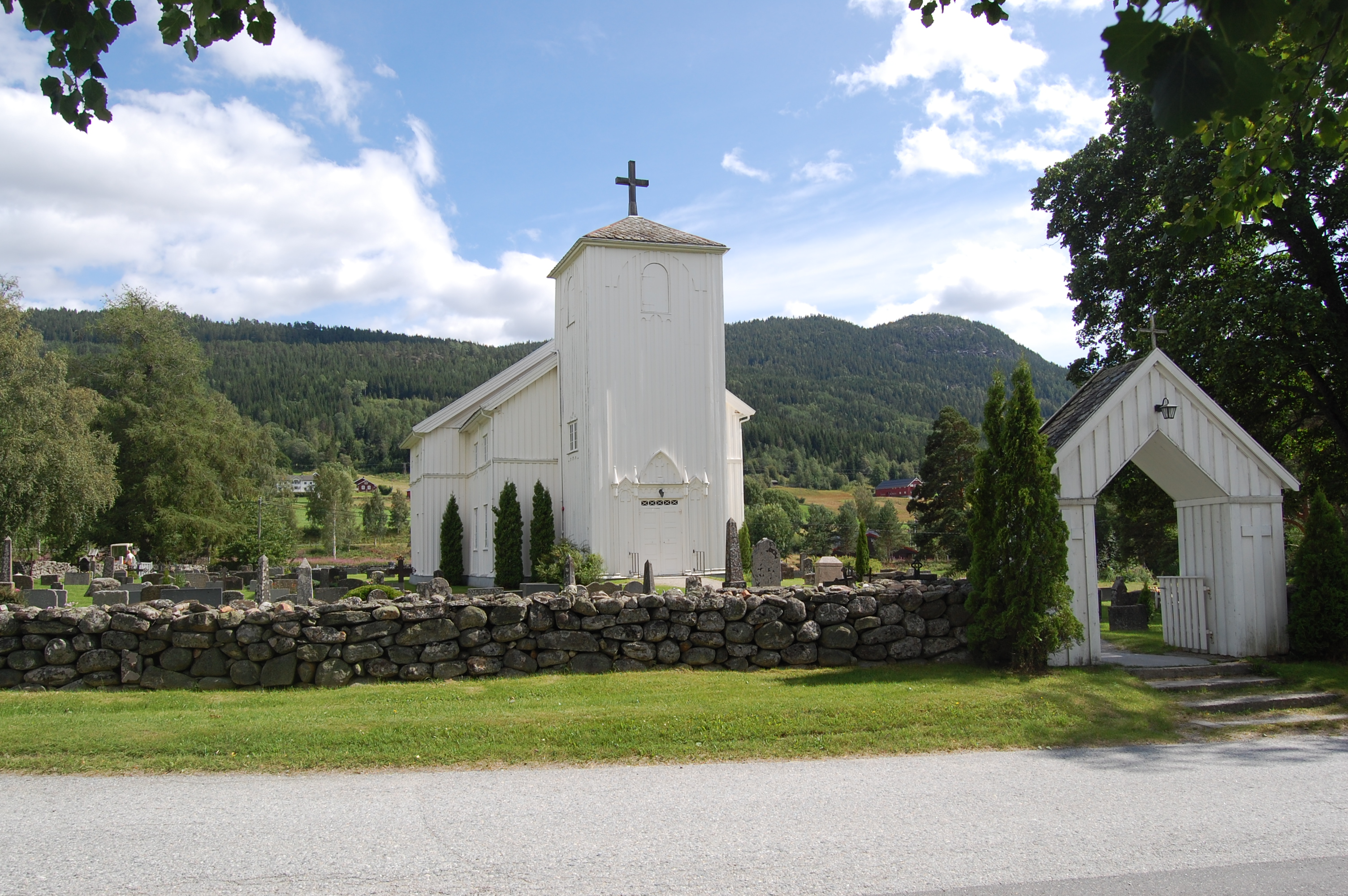

## أعلام
- فيدكون كفيشلينغ
- هاكون لاي